# Фалеме (река)
Фалеме (на френски: Falémé) е река в Западна Африка.
Извира от северната част на Гвинея. На територията на Мали, завива на запад и след това на северозапад, като формира част от границата между Сенегал а Мали. Влива се като ляв приток на река Сенегал, близо до град Бакел. Дължината ѝ е около 430 km. Площта на водосборния басейн на реката е около 18 000 km2. Средният ѝ речен отток е 170 m3/s.